# Flugfiske i Norden
Flugfiske i Norden, vanligen förkortat FiN, är Nordens äldsta renodlade flugfisketidskrift. Tidskriftens utgivning startade 1979 och utkommer med sex nummer per år, varav ett nummer är ett dubbelnummer. I tidskriften förekommer artiklar på svenska, norska och danska. Den nordiska flerspråkigheten har dock minskat, svenska texter överväger eftersom den dominerande delen av Nordens (eller egentligen Skandinaviens) flugfiskare finns i Sverige.
Som specialtidskrift fyllde FiN länge ett tomrum som allmänna fisketidskrifter inte förmådde täcka. Från start till drygt två decennier framåt, till omkring 2005-2006 var FiN ensam som svensk flugfisketidskrift. Konkurrensen skärptes men tidningen är fortfarande en oberoende och självständig produktion av och för flugfiskare med minimala ekonomiska medel. Profileringen har strävat efter kontinuitet och väsentligt mått av tidlöshet, som tidningens särprägel utan trendändringar från den tidiga produktionen, med hög läsbarhet för att kunna upplevas bestående likt flugfiskets klassiska värden. Tidigt fick FiN erkännandet av Bibliotekstjänst, som kallade den "en kulturtidskrift".
Jerry Pettersson, en av initiativtagarna och tidningens förste chefredaktör, berättar historien om Flugfiske i Nordens tillblivelse och födelse. Det var femtio "tokiga" flugfiskare som blev aktieägare och bildade Förlagsaktiebolaget Flugfiske i Norden registrerat med var sitt aktiebrev om 1000 kr daterat den 1 april 1979.
Tidigt på våren 1977 beslöt några i en innersta krets att kalla presumtiva medarbetare och intressenter till en informationsträff. Ca 35-40 intresserade möttes den 8 maj 1977. Den första tiden av ideellt arbete var krävande. Den 21 december 1978 var aktieägarlistan klar. Mottagandet av FiN nummer 1 1979 blev mycket positivt men ekonomin i bolaget blev inte den önskade. Utsikterna för 1980 var inte positiva men efter en extra bolagsstämma den 8 februari 1980 beslöts att fortsätta utgivningen med en ny ekonomisk kalkyl. Krisen var över men det hade varit nära för tidningens fortsatta existens.
Drygt sex år tidigare hade ett annat gäng välmeriterade flugfiskeentusiaster startat ett projekt med en svensk flugfisketidning som fått blåsas av, men som blivit en värdemätare på läsarintresset för en svensk renodlad flugfisketidskrift, som därmed hade krattat manegen för FiN. En del av det som skulle ha stått i första numret av "Flugfiskaren" blev samlat i en bok.